# پزشکی مادر و جنین
پزشکی مادر و جنین که با عنوان پریناتولوژی نیز شناخته می‌شود، شاخه‌ای از پزشکی است که بر مدیریت نگرانی‌های سلامتی مادر و جنین، پیش، در طول و مدت کوتاهی پس از پایان بارداری تمرکز دارد. متخصصان پزشکی مادر و جنین، پزشکانی هستند که در زمینهٔ مامایی تخصص دارند. دورهٔ آموزشی آن‌ها معمولاً شامل یک دورهٔ رزیدنتی چهارساله در مامایی و زنان و به دنبال آن یک فلوشیپ سه‌ساله است. این متخصصان می‌توانند آزمایش‌های پیش از تولد، ارائهٔ درمان و جراحی جنین را انجام دهند. آن‌ها هم به‌عنوان مشاور در بارداری‌های کم‌خطر و هم به‌عنوان متخصص زنان و زایمان در بارداری‌های پرخطر عمل می‌کنند. پس از تولد، آن‌ها ممکن است از نزدیک با متخصصان اطفال یا نوزادان کار کنند. پریناتولوژیست‌ها در رفع نگرانی‌ها در رابطه با وضعیت سلامتی مادر و جنین و همچنین عوارض ناشی از بارداری به مادران کمک می‌کنند.
امروزه می‌توان متخصصان پزشکی مادر و جنین را در بیمارستان‌های بزرگ بین‌المللی یافت. آن‌ها ممکن است در کلینیک‌های خصوصی یا در مؤسسات بزرگ‌تر با بودجهٔ دولتی کار کنند.
رشتهٔ پزشکی مادر و جنین یکی از رشته‌هایی است که به‌سرعت در حال پیشرفت به‌ویژه در مورد جنین است. پژوهش‌ها در زمینهٔ درمان ژنی جنین و سلول‌های بنیادی به امید ارائهٔ درمان زودهنگام برای اختلالات ژنتیکی، جراحی باز جنین برای اصلاح اختلالات مادرزادی مانند نقص مادرزادی قلب، و پیشگیری از پره‌اکلامپسی در حال انجام است.

## زمینه‌های فعالیت
متخصصان پزشکی مادر و جنین به بیمارانی که در سطوح خاصی از مراقبت‌های مادر قرار دارند، رسیدگی می‌کنند. این سطوح با خطرات سلامتی برای نوزاد، مادر یا هر دو در دوران بارداری، منطبق است.
آن‌ها از زنان باردار مبتلا به بیماری‌های مزمن (مانند بیماری قلبی یا کلیوی، فشار خون بالا، دیابت بارداری و ترومبوفیلی)، زنان بارداری که در معرض خطر عوارض مرتبط با بارداری هستند (مانند زایمان زودرس، پره‌اکلامپسی، چندقلوزایی) و زنان باردار با جنین در معرض خطر، مراقبت می‌کنند. جنین‌ها ممکن است به‌دلیل ناهنجاری‌های کروموزومی یا مادرزادی، بیماری‌های مادر، عفونت‌ها، بیماری‌های ژنتیکی و محدودیت رشد داخل رحمی در معرض خطر باشند.